# Cheile Borzești

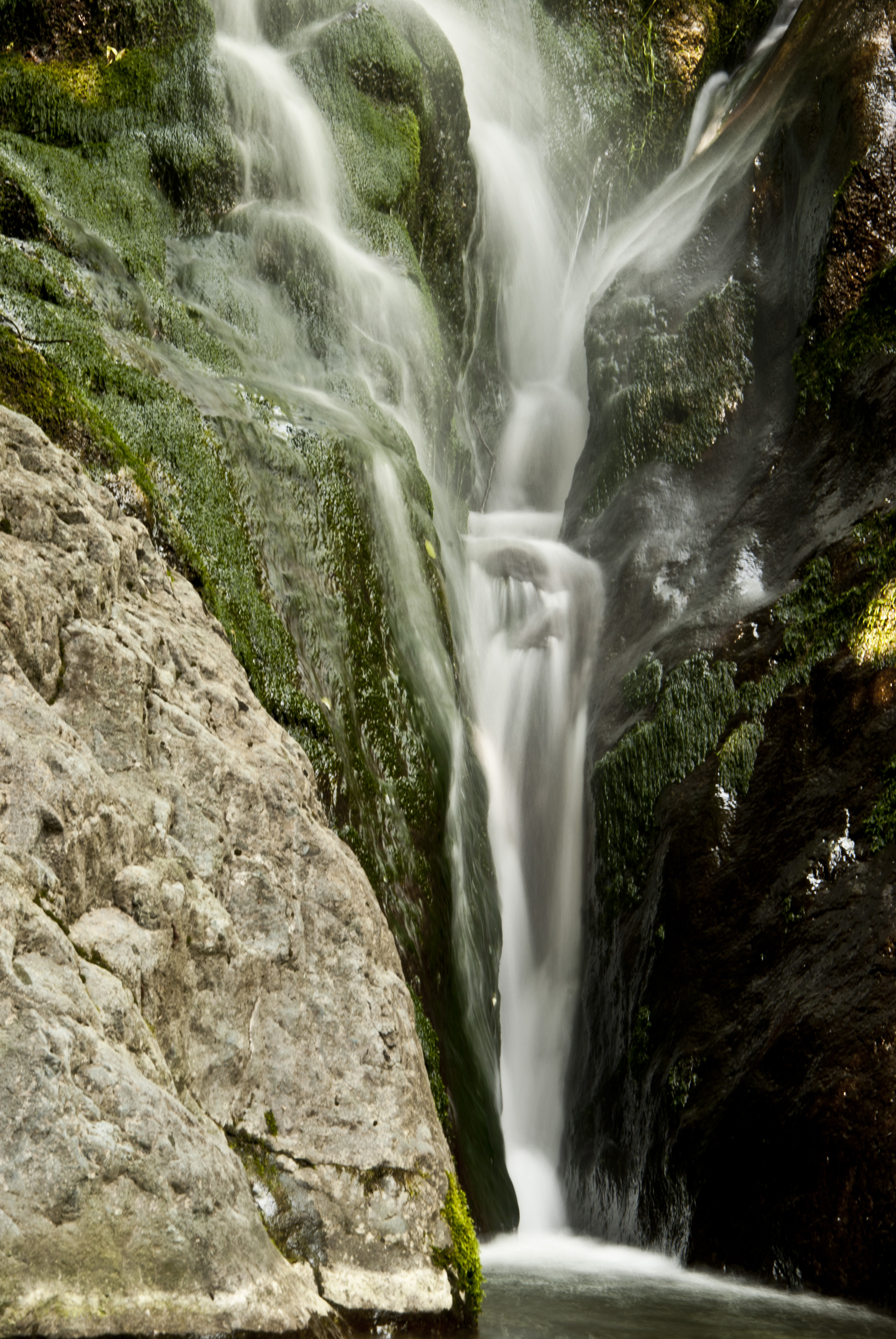
Cheile Borzești

Cheile Borzești sunt situate la cca 5 km sud-vest de Cheile Turzii (județul Cluj), fiind săpate de apele Văii Borzești (Valea Berchiș) în aceleași formațiuni calcaroase jurasice, ca și Cheile Turului și Cheile Turzii. 

## Etimologie
“Chei” (conform DEX) = vale îngustă, lipsită de albie majoră, între doi pereți abrupți, unde apa râului, întâlnind roci compacte, exercită o puternică eroziune în adâncime.

## Descriere
Privite dinspre culoarul Ariesului, Cheile Borzești nu-și trădează prin niciun indiciu existența. 
Defileul este spectaculos, sălbatic, întrerupt de mai multe cascade, greu accesibil turiștilor. 
Valea Borzești se varsă în râul Arieș între localitățile Buru și Moldovenești, la cca 15 km sud-vest de municipiul Turda.

## Galerie de imagini

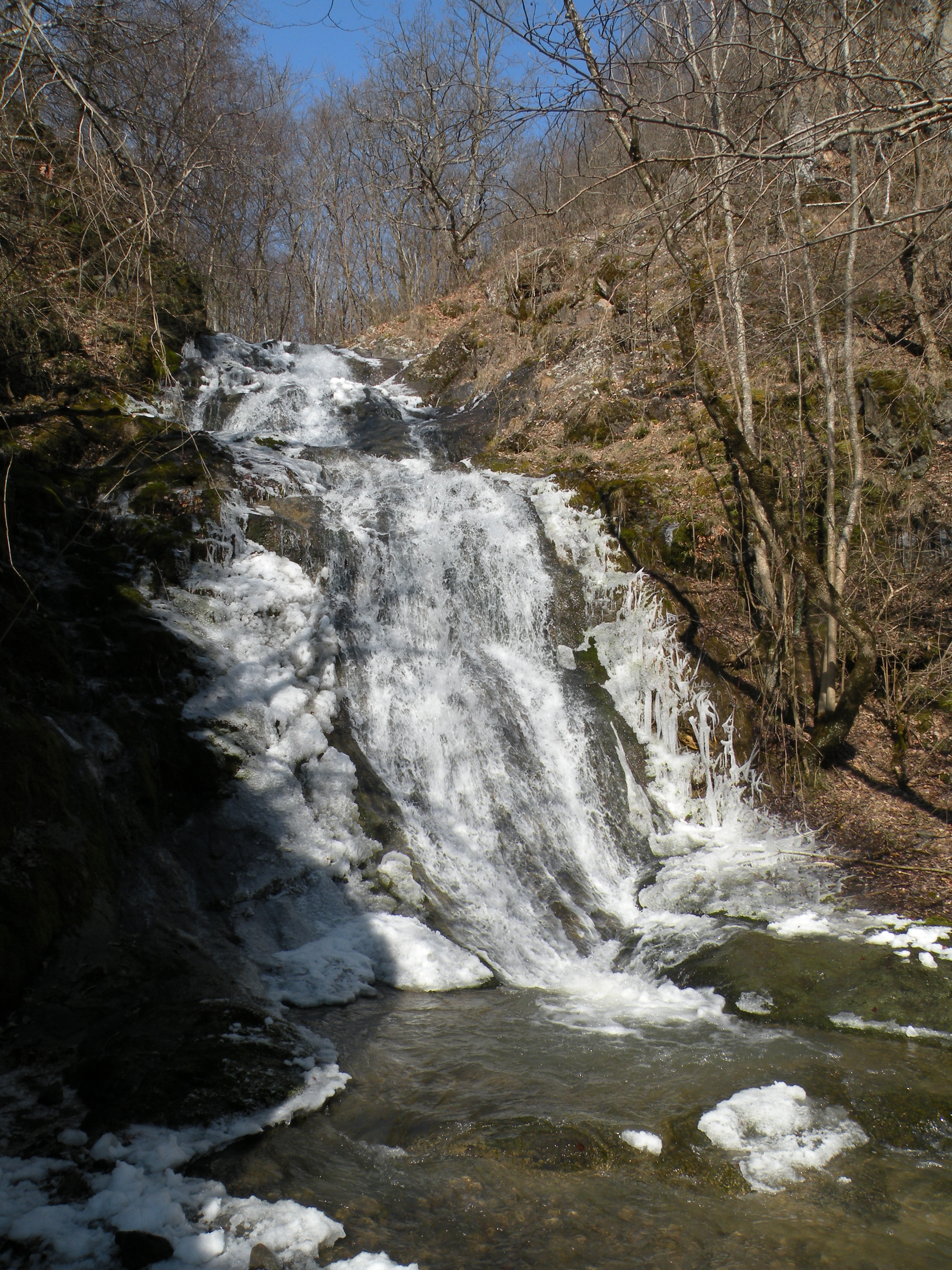
Cheile Borzeşti